# Запис Милосављевића крушка (Вољавче)
Запис Милосављевића крушка (Вољавче) се налази на парцели чији је власник Милосављевић Каролина.

## Локација
| Општина             | Јагодина                                                         |
| Катастарска општина | Вољавче                                                          |
| Потес               | Доњи кључ                                                        |
| Координате          | 43° 59′ 04″ С; 21° 13′ 33″ И / 43.984499999999997° С; 21.2257° И |
| Надморска висина    | 182m                                                             |

## Карактеристике
Дендрометријске вредности утврђене на терену и сателитским снимцима:
| Стабло                     | Крушка |
| Висина стабла              | m      |
| Обим дебла                 | m      |
| Пречник крошње             | 0m     |
| Пречник дебла              | m      |
| Висина дебла до прве гране | m      |

## База записа
Запис је у оквиру Викимедија пројекта "Запис - Свето дрво" заведен под редним бројем 1194.